# Cătina (okręg Buzău)
Cătina – wieś w Rumunii, w okręgu Buzău, w gminie Cătina. W 2011 roku liczyła 804 mieszkańców.